# Pawlina Nola
Pawlina Stojanowa-Nola (bulgarisch Павлина Стоянова-Нола; * 14. Juli 1974 in Warna) ist eine ehemalige bulgarische Tennisspielerin, die auch für Neuseeland spielte.

## Karriere
Mit acht Jahren begann Nola Tennis zu spielen. Auf der WTA Tour gewann sie einen Doppeltitel und auf dem ITF Women’s Circuit gewann sie vier Einzel- und sechs Doppeltitel.
Für die bulgarische Fed-Cup-Mannschaft bestritt sie von 1995 bis 1999 zwölf Partien, von denen sie fünf gewann.

## Turniersiege

### Doppel
| Nr. | Datum     | Turnier | Kategorie   | Belag | Partnerin    | Finalgegnerinnen              | Ergebnis |
| --- | --------- | ------- | ----------- | ----- | ------------ | ----------------------------- | -------- |
| 1.  | Juli 1998 | Palermo | WTA Tier IV | Sand  | Elena Wagner | Barbara Schett Patty Schnyder | 6:4, 6:2 |